# Ardon (Terek)
Pour les articles homonymes, voir Ardon.
La rivière Ardon (en russe : Ардон ; en ossète : Ӕрыдон) est un cours d'eau de la république d'Ossétie-du-Nord-Alanie, en Russie, et un affluent gauche du Terek, qui se jette dans la mer Caspienne.
L'Ardon est long de 102 km et draine un bassin de 2 700 km2. Il prend sa source dans les glaciers du Grand Caucase appartenant à la réserve naturelle d'Ossétie du Nord.
L'Ardon arrose les villes d'Alaguir et d'Ardon, en Ossétie du Nord-Alanie.
La route militaire d'Ossétie traverse la vallée de l'Ardon.

## Source
- Grande Encyclopédie soviétique